# Монцамбано
Монцамбано (итал. Monzambano) — коммуна в Италии, располагается в регионе Ломбардия, подчиняется административному центру Мантуя.
Население составляет 4545 человек, плотность населения составляет 157 чел./км². Занимает площадь 29 км². Почтовый индекс — 46040. Телефонный код — 0376.
Покровителем коммуны почитается святой апостол Варфоломей, празднование 24 августа.